# Vonovia
Vonovia es un grupo inmobiliario alemán con sede en Bochum. La compañía posee más de 400,000 inmuebles en Alemania, Suecia y Austria. Sus inicios se remontan a la compañía alemana Deutsche Annington, que en el año 2001 solicitó en con éxito la compra de varias viviendas ferroviarias. Vonovia logró convertirse en el líder del mercado a través de las adquisiciones de competidores como Viterra y Gagfah. La compañía cotiza en la bolsa de valores alemana desde 2013 y fue incluida en el índice bursátil DAX en 2015.

## Historia
A finales de los años 90 el Gobierno federal de Alemania decidió privatizar los así llamados Eisenbahnerwohnungen (apartamentos ferroviarios) como parte de la reforma del ferrocarril. En el transcurso del año 2000 varias negociaciones tuvieron lugar entre el Gobierno Federal y los posibles inversores, de las que salió ganadora la empresa alemana Deutsche Annington. Tras la aprobación necesaria por parte de la Bundeskartellamt se fundó una de las mayores empresas inmobiliarias alemanas bajo la dirección de Volker Riebel, Presidente del Consejo de Administración de Deutsche Annington. 
Tras la integración con el grupo inmobiliario Gagfah en 2015, la Junta General Anual votó para cambiar el nombre de la empresa a Vonovia con el fin de modernizar la imagen externa de la compañía.   

### Desarrollos más recientes

#### Nuevo edificio de la sede

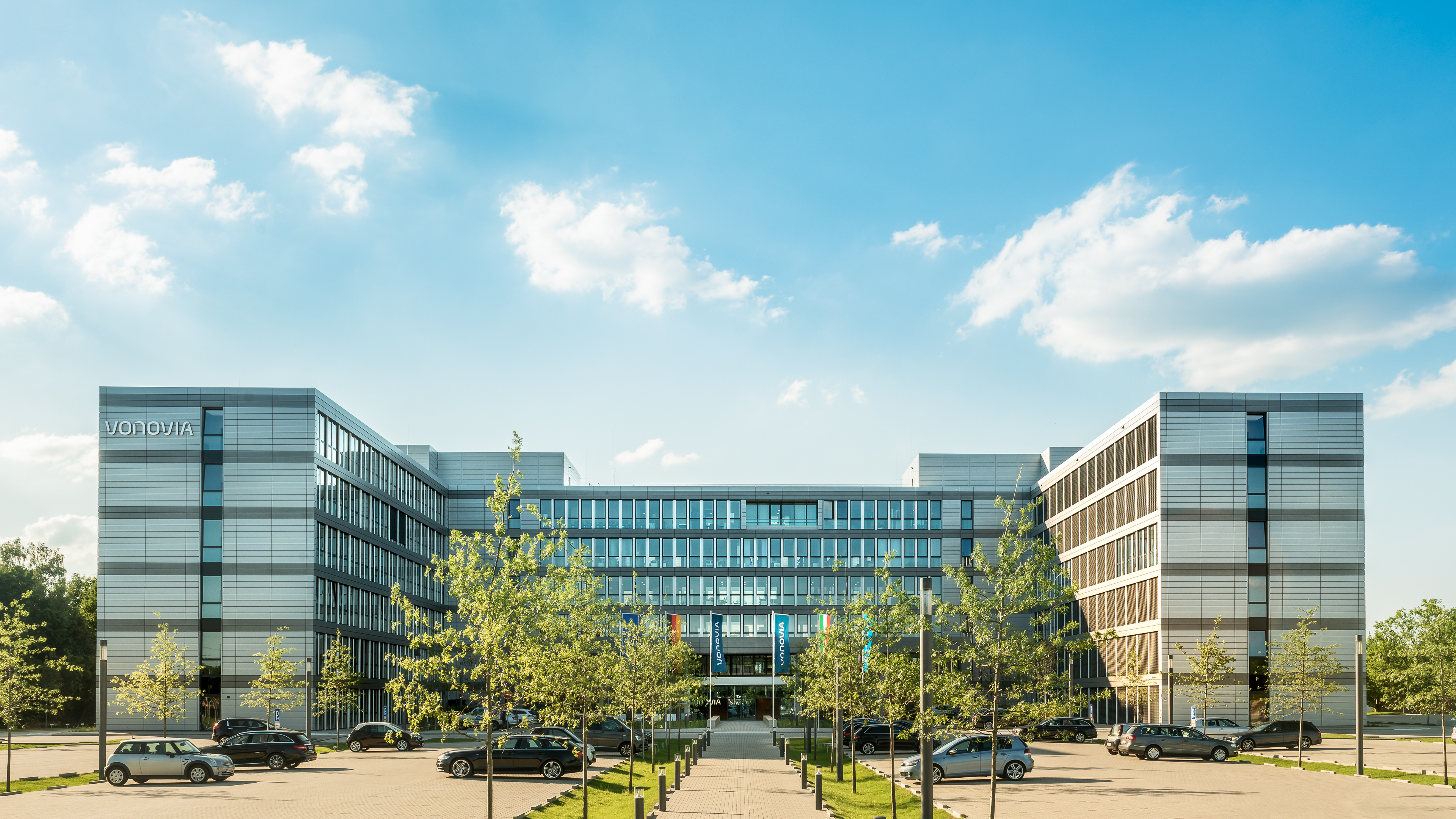
Sede de Vonovia en Bochum (2018)

En 2019 se decidió trasladar la sede administrativa y estatutaria de Vonovia a Bochum. El edificio se encuentra ubicado en la calle Universitätsstraße 133 y cuenta con espacio para alrededor de 1,000 empleados.        

## Cartera inmobiliaria
Vonovia cuenta con más de 416.000 inmuebles, 138.000 garajes y estacionamientos y alrededor de 6,700 unidades comerciales. Estos se encuentras distribuidos principalmente en Alemania, Suecia y Austria.

## Enlaces web
- Sitio web oficial de Vonovia

## Evidencia individual
1. ↑  «Impressum». www.vonovia.de (en de-de). Consultado el 28 de marzo de 2020.
2. ↑  «Vonovia - Company Profile». investoren.vonovia.de. Consultado el 28 de marzo de 2020.
3. ↑  «Vonovia Annual Report 2019 - Home». Vonovia Annual Report 2019 (en inglés estadounidense). Consultado el 28 de marzo de 2020.

- Datos: Q1202053
- Multimedia: Vonovia / Q1202053